# Mircea Dridea
Mircea Dridea (Ploiești, 7 april 1937) is een voormalig voetballer en voetbaltrainer uit Roemenië.

## Palmares

### Als speler
| Divizia A     | 3x | 1957/58, 1958/59, 1965/66 |
| Cupa României | 1x | 1962/63                   |

### Als trainer
| Botola | 1x | 1983/84 |